# Torghatten
För rederiet, se Torghatten AS

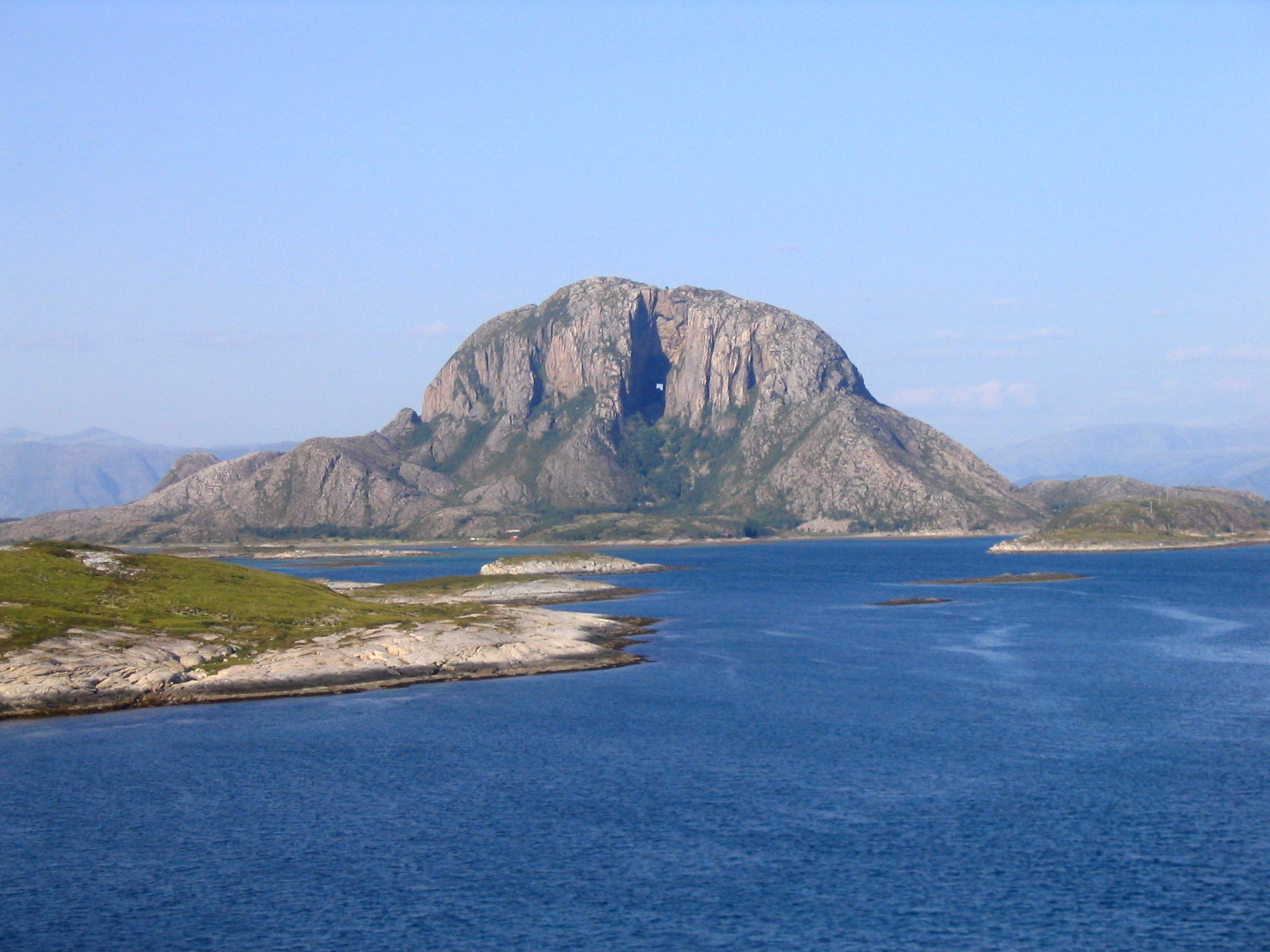
Torghatten.

Torghatten (258 m ö.h.) är ett berg på ön Torget i Brønnøy kommun i Nordland fylke i norra Norge. Berget är känt för sitt karakteristiska hål, som går tvärs igenom berget. Hålet är 160 meter långt, 35 meter högt och 20 meter brett. Det skapades under istiden. Att gå upp till hålet tar ungefär 20 minuter.

## Bilder

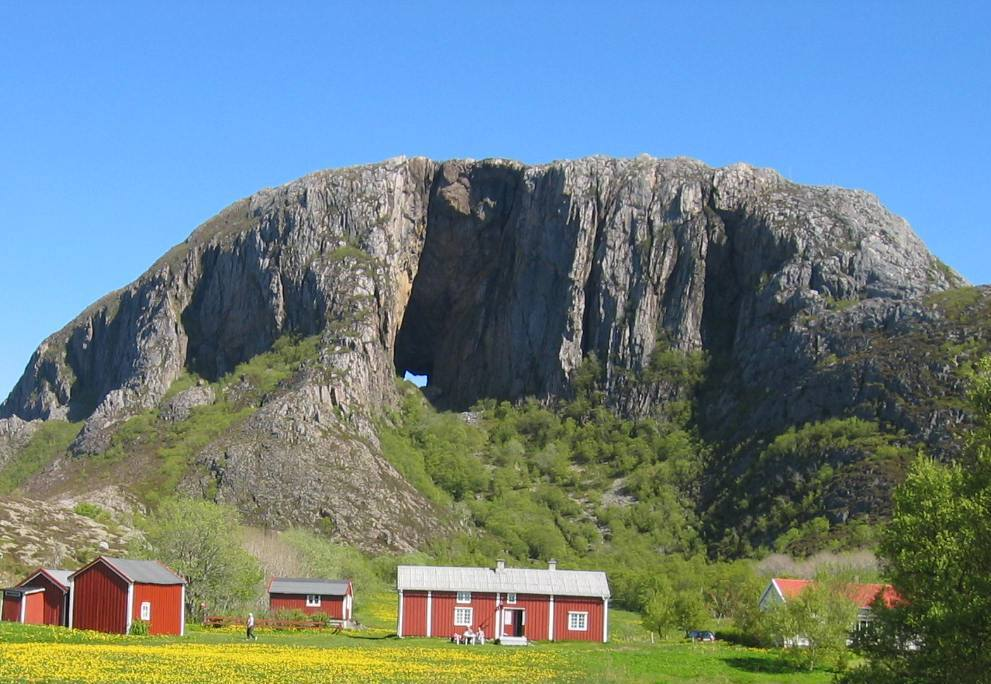
Torghatten i maj 2007 sett från sydväst.
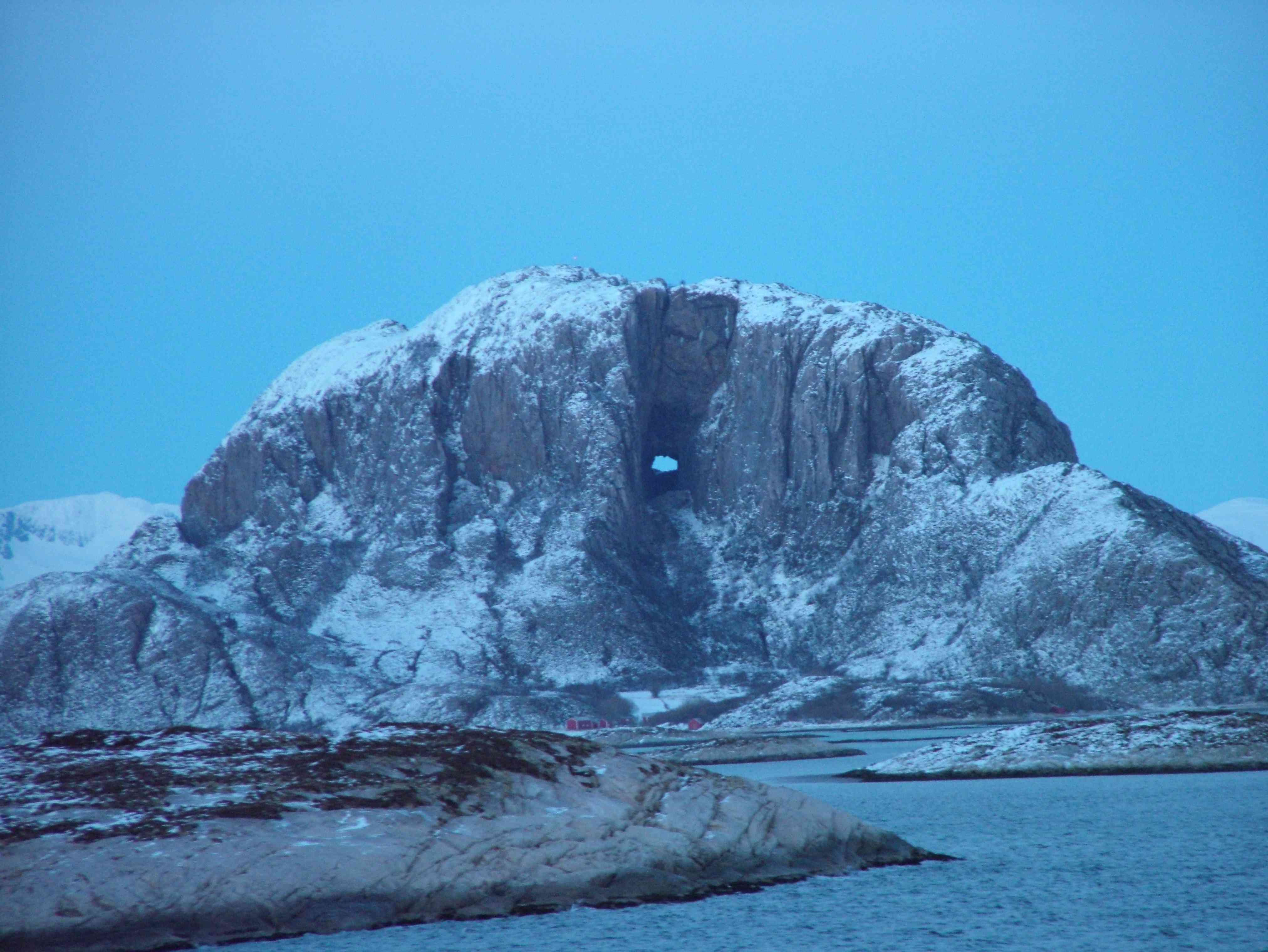
Torghatten i februari 2005 sett från sydväst.
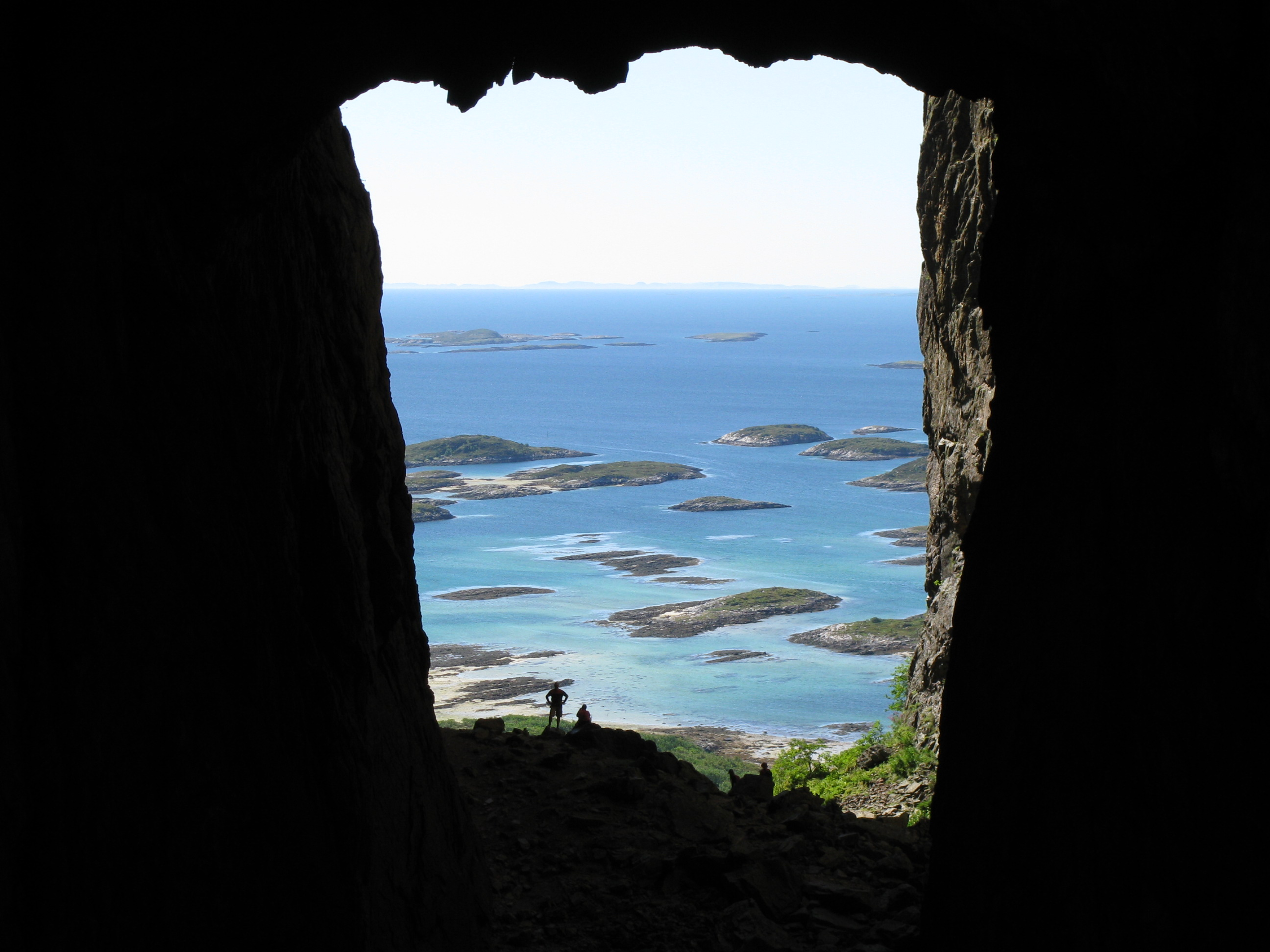
Stora hålet i Torghatten.
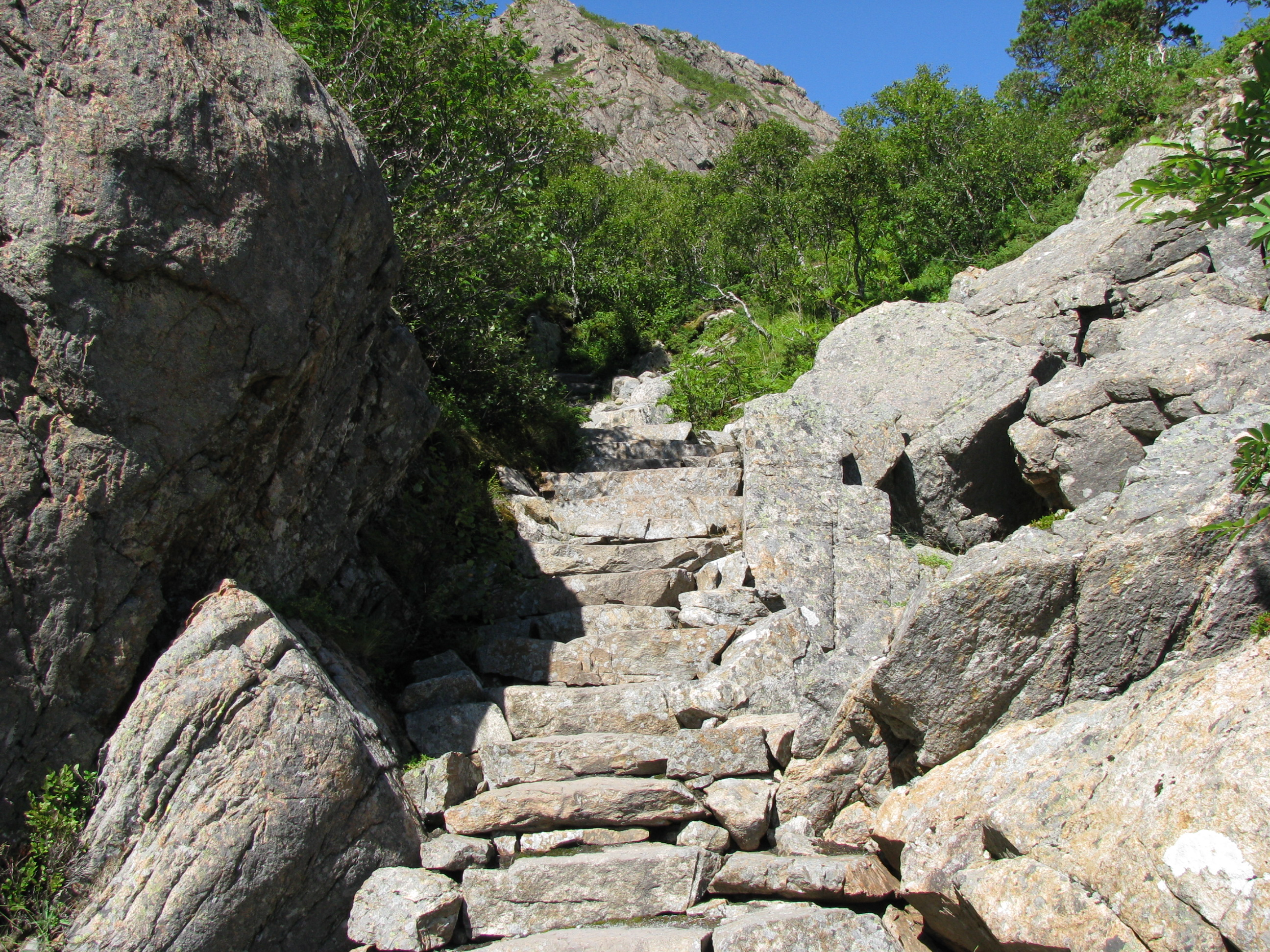
Vägen upp till hålet.
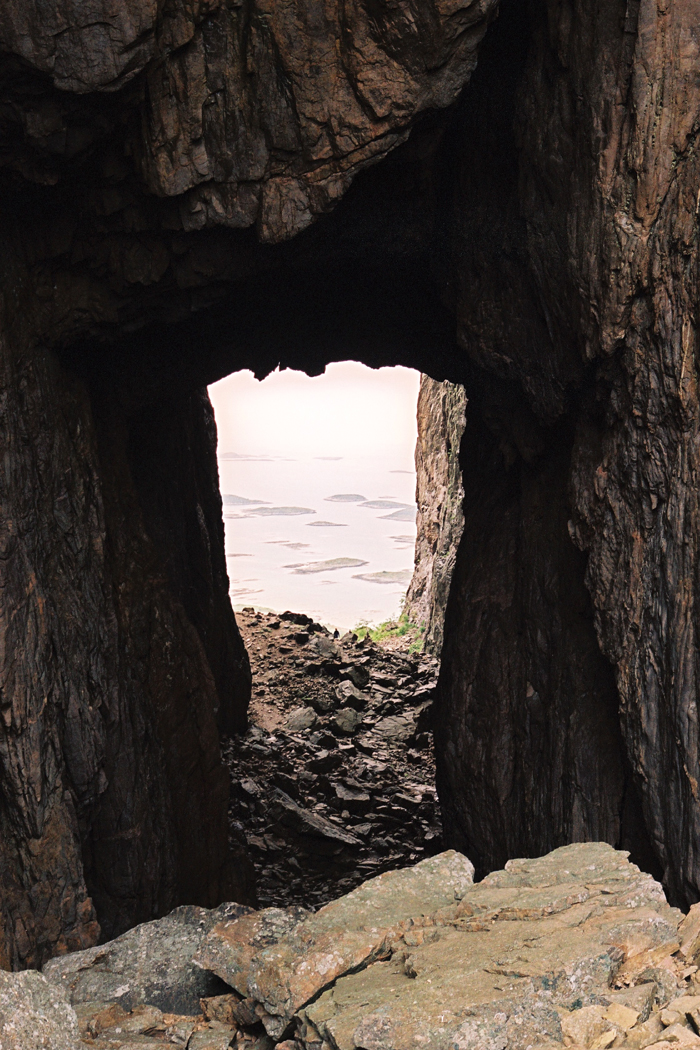
Inne i hålet sett mot öppningen i sydväst.
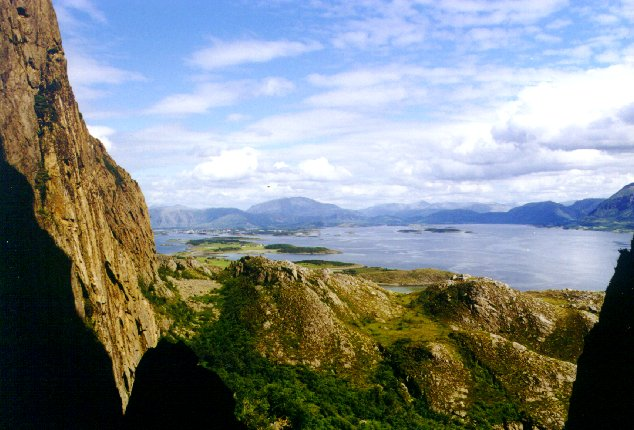
Torgfjorden sedd från Torghatten.